# Kuusisaari (ö i Päijänne-Tavastland, Lahtis, lat 61,31, long 26,14)
Kuusisaari är en ö i Finland. Den ligger i sjön Tuusjärvi och i kommunen Heinola i den ekonomiska regionen  Lahtis ekonomiska region  och landskapet Päijänne-Tavastland, i den södra delen av landet, 140 km nordost om huvudstaden Helsingfors. Öns area är 0,5 hektar och dess största längd är 130 meter i nord-sydlig riktning.